# Gunung Malang (Tenjolaya)
Gunung Malang is een bestuurslaag in het regentschap Bogor van de provincie West-Java, Indonesië. Gunung Malang telt 12.690 inwoners (volkstelling 2010).